# Гест, Фредерик
Фредерик Эдвард Гест, (англ. Frederick Edward Guest); (14 июня 1875 ― 28 апреля 1937), также известен как Фредди Гест, ― британский политик, «главный кнут» (Chief Whip) при правительстве премьер-министра Дэвида Ллойд Джорджа в период с 1917 по 1921 год. Министр Военно-воздушных сил с 1921 по 1922 год. Участвовал в летних Олимпийских играх 1924 года в Париже в составе британской сборной по поло и завоевал бронзовую медаль.

## Происхождение
Династия Гестов берёт свое начало в XVIII и XIX веках, когда первым её представителям удалось стать крупными промышленниками и владельцами сталелитейных заводов, а также связать себя брачными узами с членами аристократических кругов. Фредерик Гест родился в Лондоне 14 июня 1875 года. Он был третьим сыном Айвора Геста, 1-го барона Уимборна (1835—1914) и леди Корнелии Спенсер-Черчилль (1847—1927), дочери Джона Черчилля, 7-го герцога Мальборо. Уимборны были консерваторами, и состояли в приятельских отношениях с Бенджамином Дизраэли. Фредерик Гест также приходился двоюродным братом Уинстону Черчиллю, который сам был сыном брата леди Корнелии, политика-консерватора лорда Рэндольфа Черчилля. Четверо братьев Фредерика также были вовлечены в активную политическую деятельностью, особенно Айвор Гест, 2-й барон и 1-й виконт Уимборн, лорд-наместник Ирландии. Генри Гест и Оскар Гест были членами парламента, а Лионель Гест (1880—1935) был членом Совета графства Лондон. Его сестра Франческа Шарлотта Гест (1865—1957) была замужем за Фредериком Тесигером, 1-м виконтом Челмсфорда, который занимал пост генерал-губернатора Индии.

## Образование и военная карьера
Получив образование в Винчестерском колледже, Фредерик Гест решил пойти по стезе военного. Начал службу в звании второго лейтенанта в Восточно- суррейском полку. Был произведён в лейтенанты 7 апреля 1894 года. После прохождения подготовки в ополчении, Гест 15 мая 1897 был назначен офицером в 1-м лейб-гвардии полку. Был послан в Египет в 1899 году, а в конце ноября того же года в составе Верблюжьего корпуса отличался во время проведения военных операций, в результате которых погиб предводитель суданских повстанцев Абдуллах ибн Мухаммад ат-Таиша (упоминается в депеше от 25 ноября 1899 года). Затем служил в Южной Африке во время Второй англо-бурской войны с 1901 года, вернувшись домой в конце июня 1902 года, уже после окончания боевых действий. Был награжден за храбрость и дослужился до звания капитана перед уходом с действительной военной службы в 1906 году.

## Политическая карьера
В 1906 году Гест стал личным секретарём своего двоюродного брата и близкого друга Уинстона Черчилля. В 1904 году, во время разногласий внутри консервативной партии по поводу принятия политики протекционизма, Гест и другие члены его семьи последовали за Черчиллем в Либеральную партию, которая выступала в поддержку свободной торговли и, возможно, способствовала их политической карьере. Гест трижды пытался получить место в Палате общин перед тем, как одержать победу от округа Ист-Дорсет на всеобщих выборах 1910 года. Хотя он и оставался без депутатского места из-за нарушений в ходе выборов на своем избирательном округе, ему удалось переизбраться в декабре 1910 года. Известный в политическом мире как «Фредди Гест», он был популярным заднескамеечником, а затем стал парламентским организатором («главным кнутом») при Либеральной партии в 1911 году. В том же году был избран привилегированным членом объединения независимых депутатов под названием «The Other Club», и был назначен Казначеем двора Его Величества в 1912 году.
Когда Первая мировая война началась в августе 1914 года, Гест вернулся к действительной службе в качестве адъютанта фельдмаршала Джона френча, командующего Британскими экспедиционными силами во Франции. Гест выполнял секретные поручения для французски, способствуя их взаимодействию с Военным управлением и с политическими лидерами Великобритании. В 1916 году Фредерик был отправлен на Восточно-африканский театр боевых действий и был награжден орденом «За выдающиеся заслуги». После тяжелого заболевания ему пришлось демобилизоваться из армии и возобновить свою политическую карьеру. В мае 1917 года занял место в коалиционном правительстве Ллойд Джорджа в качестве Секретаря казначейства. В 1920 году был назначен членом Тайного совета, что давало ему титул «досточтимого». В 1921 году был назначен Министром военно-воздушных сил. Эту должность он занимал до тех пор, пока правящая коалиция не уступила своё место во власти в октябре 1922 года. На всеобщих выборах в ноябре 1922 года Гест лишился места в парламенте. В 1923 году избирался от Страуда, в 1924 году ― от Северного Бристоля. После своих поражений в качестве либерала на выборах 1929 года, он присоединился к Консервативной партии и победил в Плимут Дрейке в 1931 году, оставаясь на данной позиции вплоть до своей смерти.

## Семья и личная жизнь
Гест женился на Эми (1873–1959), дочери американского промышленника Генри Фиппса, в 1905 году. Помимо своей политической карьеры он был любителем-гонщиком и участвовал в мотогонках, а также летал на самолётах. В 1930 году он стал вице-мастером Гильдии воздушных пилотов, в 1932 году ― мастером. Он также играл в поло, охотился на крупную дичь в Восточной Африке, и был вхож в светское общество в Лондоне и Нью-Йорке. Жена Геста — суфражистка, меценат и авиаэнтузиаст, владела крупной собственностью на Лонг-Айленде. Супруги подолгу проживали в США в 1920-х и 1930-х годах. У них родилась дочь Диана (1909-1994) и два сына, которые стали американскими гражданами: Фредерик Уинстон Черчилль Гест (1906–1982), игрок в поло, и Рэймонд Р. Гест (1907–1991), посол Соединенных Штатов в Ирландии (1965–1968). Фредерик Гест скончался от рака в 1937 году, в возрасте 61 года.

## Поло
Гест принимал участие в соревнованиях по поло за сборную Великобритании на летних Олимпийских играх 1924 года. Игроки британской команды получили бронзовые медали. Он играл вместе с Фредериком У. Барретом, Деннисом Бингемом и Киннером Уайзом.
Гест также является одним из призёров Рохемптонского кубка. Он также предоставлял лошадей для британской команды на матчи Международного кубка по поло.